# Zartspinnen
Die Zartspinnen (Anyphaenidae) sind eine Spinnenfamilie aus der Unterordnung der Echten Webspinnen (Araneomorphae) und umfassen 56 Gattungen mit 545 Arten. (Stand: Oktober 2016)

## Verbreitung
Ihr Verbreitungsschwerpunkt sind die Tropen und Subtropen. In Europa sind bislang sechs Arten nachgewiesen worden, die alle der artenreichsten Gattung Anyphaena angehören.
Von diesen kommen zwei Arten auch in Mitteleuropa vor:
- Vierfleck-Zartspinne (Anyphaena accentuata (Walckenaer, 1802)), Europa bis Zentralasien
- Anyphaena furva Miller, 1967, Deutschland, Tschechien, Slowakei

## Merkmale der einheimischen Arten
Die beiden in Mitteleuropa vorkommenden Arten sind 4 bis 9 mm lang. Sie gehen nachts im Stammbereich und in den Kronen von Laubbäumen der Hecken, Wälder und Streuobstwiesen auf die Jagd. Tagsüber ziehen sie sich in einen Unterschlupf aus zusammengesponnenen Blättern zurück. Anyphaena accentuata ist auch (selten) in Hochmooren oder an Gewässern anzutreffen. Die wesentlich seltenere Anyphaena furva bevorzugt trockene und warme Lebensräume und fehlt daher in Norddeutschland.

## Systematik
Der World Spider Catalog listet für die Zartspinnen aktuell 56 Gattungen und 545 Arten. (Stand: Oktober 2016)
- Acanthoceto Mello-Leitão, 1944
- Aljassa Brescovit, 1997
- Amaurobioides O. Pickard-Cambridge, 1883
- Anyphaena Sundevall, 1833
- Anyphaenoides Berland, 1913
- Arachosia O. Pickard-Cambridge, 1882
- Araiya Ramírez, 2003
- Australaena Berland, 1942
- Axyracrus Simon, 1884
  - Axyracrus elegans Simon, 1884
- Aysenia Tullgren, 1902
- Aysenoides Ramírez, 2003
- Aysha Keyserling, 1891
- Bromelina Brescovit, 1993
- Buckupiella Brescovit, 1997
  - Buckupiella imperatriz Brescovit, 1997
- Coptoprepes Simon, 1884
- Ferrieria Tullgren, 1901
  - Ferrieria echinata Tullgren, 1901
- Gamakia Ramírez, 2003
  - Gamakia hirsuta Ramírez, 2003
- Gayenna Nicolet, 1849
- Gayennoides Ramírez, 2003
- Hatitia Brescovit, 1997
- Hibana Brescovit, 1991
- Iguarima Brescovit, 1997
- Ilocomba Brescovit, 1997
- Isigonia Simon, 1897
- Italaman Brescovit, 1997
  - Italaman santamaria Brescovit, 1997
- Jessica Brescovit, 1997
- Josa Keyserling, 1891
- Katissa Brescovit, 1997
- Lepajan Brescovit, 1993
- Lupettiana Brescovit, 1997
- Macrophyes O. Pickard-Cambridge, 1893
- Malenella Ramírez, 1995
  - Malenella nana Ramírez, 1995
- Mesilla Simon, 1903
- Monapia Simon, 1897
- Negayan Ramírez, 2003
- Osoriella Mello-Leitão, 1922
- Otoniela Brescovit, 1997
- Oxysoma Nicolet, 1849
- Patrera Simon, 1903
- Phidyle Simon, 1880
  - Phidyle punctipes (Nicolet, 1849)
- Philisca Simon, 1884
- Pippuhana Brescovit, 1997
- Sanogasta Mello-Leitão, 1941
- Selknamia Ramírez, 2003
  - Selknamia minima Ramírez, 2003
- Sillus F. O. Pickard-Cambridge, 1900
- Tafana Simon, 1903
- Tasata Simon, 1903
- Temnida Simon, 1896
- Teudis O. Pickard-Cambridge, 1896
- Thaloe Brescovit, 1993
- Timbuka Brescovit, 1997
- Tomopisthes Simon, 1884
- Umuara Brescovit, 1997
- Wulfila O. Pickard-Cambridge, 1895
- Wulfilopsis Soares & Camargo, 1955
- Xiruana Brescovit, 1997